# Vacío explicativo
El vacío explicativo es un término introducido por el filósofo Joseph Levine para referirse a la dificultad que tienen las teorías de la mente física (fisicalismo) en explicar cómo las propiedades físicas dan lugar a la manera en que las cosas se sienten cuando son experimentadas (qualia).  En el informe de 1983 en el que usó el término por primera vez, utilizó como ejemplo la frase: "el dolor es la activación de las fibras C", señalando que aunque pudiera ser válido en un sentido fisiológico, no nos ayuda a entender cómo el dolor se siente.